# Cảnh sát bảo vệ và hỗ trợ tư pháp
Cảnh sát bảo vệ và hỗ trợ tư pháp là một lực lượng thuộc hệ thống tổ chức của Công an nhân dân Việt Nam, ra đời trên cơ sở tổ chức của lực lượng cảnh sát bảo vệ, theo Quyết định số 346/2003/QĐ - BCA (X13) ngày 18.4.2003, của bộ trưởng Bộ Công an về việc thành lập và quy định chức năng, nhiệm vụ, quyền hạn, tổ chức của Cục Cảnh sát bảo vệ và Hỗ trợ tư pháp.
Cảnh sát bảo vệ và hỗ trợ tư pháp có nhiệm vụ: vũ trang canh gác bảo vệ các mục tiêu, tổ chức tuần tra, cơ động chiến đấu kịp thời trấn áp mọi hoạt động phá rối an ninh, trật tự; bảo vệ phiên toà, bắt giữ, áp giải bị can, bị cáo, dẫn giải người làm chứng, quản lý kho vật chứng và hỗ trợ công tác thi hành án theo quy định.
Hệ thống tổ chức của Cảnh sát bảo vệ và hỗ trợ tư pháp: ở Bộ Công an có Cục Cảnh sát bảo vệ và Hỗ trợ tư pháp; ở công an tỉnh, thành phố có phòng Cảnh sát Thi hành án hình sự và hỗ trợ tư pháp; ở công an quận, huyện, thị xã có đội cảnh sát Thi hành án hình sự và hỗ trợ tư pháp.